# Acraea caffra
Acraea caffra är en fjärilsart som beskrevs av Felder 1865. Acraea caffra ingår i släktet Acraea och familjen praktfjärilar. Inga underarter finns listade i Catalogue of Life.